# ليختنشتاين
إمارة لِيخْتِنْشْتَايْنْ تلفظ /leːxtin.ʃtaːjn/ أو لِيشْتِنْشْتَايْن /leːʃtin.ʃtaːjn/ (بالألمانية: Liechtenstein) هي دولة غير ساحلية تقع في جبال الألب في أوروبا الوسطى. تحدها سويسرا إلى الغرب والجنوب والنمسا في الشرق. تزيد مساحتها قليلًا عن 160 كيلومترًا مربعًا ويقدر عدد سكانها بنحو 41,232 نسمة (2023). عاصمة الدولة هي فادوز ولكن شان هي أكبر المدن. تمتلك ليختنشتاين ثاني أعلى ناتج محلي إجمالي للشخص الواحد في العالم من حيث تعادل القدرة الشرائية كما تمتلك أدنى دين خارجي في العالم. كما تمتلك ليختنشتاين ثاني أدنى معدل للبطالة في العالم بنسبة 1.5% (حيث موناكو الأولى).
ليختنشتاين هي أصغر دولة تستعمل اللغة الألمانية ولكنها الأغنى (عن طريق قياس الناتج المحلي الإجمالي للفرد الواحد) في العالم والدولة الوحيدة التي تقع بالكامل في جبال الألب. تعرف بأنها إمارة حيث نظامها ملكي دستوري يرأسه الأمير. تنقسم ليختنشتاين إلى 11 بلدية. الكثير من تضاريسها جبلية، مما يجعلها مقصدًا للرياضات الشتوية. يتميز المشهد بالعديد من الحقول المزروعة والمزارع الصغيرة سواء في الجنوب (أوبرلاند أو الأراضي العليا) وفي الشمال (أونترلاند أو الأراضي الدنيا). يتملك البلد قطاعًا ماليًا قويًا يقع في العاصمة فادوز، وتعرف بأنها ملاذ ضريبي. ليختنشتاين عضو في الرابطة الأوروبية للتجارة الحرة وجزء من المنطقة الاقتصادية الأوروبية ومنطقة شنغن ولكن ليس في الاتحاد الأوروبي.

## التسمية
اسم الولاية مشتق من منزل ليختنشتاين، الذي كان رئيس الدولة منذ أن تأسست الإمارة في عام 1719. غالبًا ما يرجع اسم العائلة النبيلة إلى حجر خفيف (فاتح)، على سبيل المثال يُقال إن قلعة أسلاف العائلة، قلعة ليختنشتاين في النمسا السفلى، بُنيت على صخرة خفيفة في القرن الثاني عشر.
يتم نطق اسم الولاية في اللغة الألمانية القياسية العليا مع اختصار i. في لهجات ليختنشتاين، من ناحية أخرى، يتم تحقيق digraph ie على أنها صوت مزدوج (diphthong)، شيء مثل "Liacht". ربما كان هذا أيضًا هو النطق الأصلي للاسم النبيل. كانت الكلمة الألمانية "licht"، التي كُتبت في الأصل أيضًا "liet" أو "liecht" ونُطقت بصوت مزدوج، خاضعة للتأرجح الأحادي الألماني الجديد العالي، وبالتالي تمت كتابتها ونطقها منذ فترة طويلة باسم "licht"، وهي عملية ومع ذلك، لم تشارك اللهجات الألمانية العليا. فقط تهجئة "ليخت" ظلت شائعة حتى القرن السابع عشر، لكنها اختفت تدريجياً بعد ذلك. ومع ذلك، تم الاحتفاظ بالتهجاء القديم في اسم النبلاء واسم الدولة ليختنشتاين لأن العائلة الأميرية حافظت عليه كسمة مميزة عن العائلات النبيلة الأخرى.
يعود لقب "الإمارة" أيضًا إلى تاريخ تأسيسها. احتاج بيت ليختنشتاين إلى الأراضي الواقعة تحت الرايخ مباشرة من أجل قبوله في المجلس الإمبراطوري لأمراء الإمبراطورية الرومانية المقدسة. تم تحقيق ذلك من خلال شراء ممتلكات شلينبيرج وفادوز ، والتي شكلت منذ ذلك الحين إمارة ليختنشتاين. بعد نهاية الإمبراطورية الرومانية المقدسة في عام 1806 ، تم الاحتفاظ باللقب ، ولا يزال رئيس الدولة يحمل لقب الأمير ذي السيادة المنصوص عليه في الدستور.

## الجغرافيا
تقع ليخشتنشتاين في وادي نهر الراين في جبال الألب، ويشكل نهر الراين الحدود الغربية للإمارة، الجزء الشرقي من البلاد يقع على ارتفاع أكبر، ويبلغ ارتفاع أعلى نقطة في الإمارة 2599م.

## التاريخ
تعود أقدم آثار الوجود البشري في منطقة ليختنشتاين الحالية إلى العصر الحجري القديم الأوسط.
كانت ليختنشتاين في الماضي جزءاً من الإمبراطورية الرومانية المقدسة ولم يكن لها أهمية بسبب موقعها غير الاستراتيجي وليس لها تأثير في التاريخ الأوروبي، كانت الأسرة الحاكمة في الإمارة إحدى أغنى الأسر النبيلة في القرون الوسطى في ألمانيا قامت هذه الأسرة بشراء مقاطعتي شلينبرج وفادوتس في عامي 1699م و1712م وفي عام 1719م سُميت المقاطعتين باسم ليختنشتاين نسبة إلى أسرة ليختنشتاين الملكية النمساوية، وكانت الإمارة مرتبطة بشكل وثيق بالنمسا حتى الحرب العالمية الأولى.

## بنى تحتية
يبلغ طول شبكة الطرق الجيدة الصيانة في ليختنشتاين حوالي 140 كيلومترًا. لا توجد طرق سريعة، وقواعد القيادة، مثل إشارات المرور، مع استثناءات قليلة هي نفسها الموجودة في سويسرا. تتعلق هذه الاستثناءات بشكل خاص بمستوى الكحول في الدم الذي يمكن تحمله (0.8 جرام من الكحول لكل لتر من الدم مقارنة بـ 0.5 جرام في سويسرا).
على الرغم من أن ليختنشتاين قد أبرمت اتحادًا بريديًا مع سويسرا، إلا أنها تمتلك طوابع بريدية خاصة بها. لديها رمز الاتصال الدولي الخاص بها (+423).
تمتلك الإمارة 9.5 كم فقط من السكك الحديدية، والتي توفر فعليًا الاتصال بين مدينة Buchs السويسرية ومدينة Feldkirch النمساوية عن طريق الخط من Feldkirch إلى Buchs. لهذا السبب، يتم صيانة وإدارة المسارات من قبل شركة السكك الحديدية الوطنية النمساوية، ÖBB (السكك الحديدية الفيدرالية النمساوية). توجد أربع محطات أو محطات فقط على أراضيها: Schaanwald و Nendeln و Schaan-Forst-Hilti و Schaan - Vaduz. في 22 أبريل 2020، وقعت حكومتا ليختنشتاين والنمسا اتفاقية لتمويل تطوير خط S-Bahn الدولي، بمسار مزدوج وتحديث لمحطة Nendeln، بمبلغ 187 مليون يورو (24).
شبكة حافلات ليختنشتاين، التي بدأت في عام 2000 ووضعت تحت سلطة LIEmobil، توفر الخدمة لجميع بلديات ليختنشتاين. تربط حافلات الشبكة أيضًا الإمارة بالبلديات السويسرية سارجانز وبوخس وسيفلين. حتى ذلك التاريخ، كانت PostBus تخدم البلاد، ثم صاحب الامتياز لجميع الخطوط منذ عام 1949، والتي حافظت منذ ذلك الحين على تشغيل معظم الخطوط عبر فرعها PostBus Liechtenstein.

## ثقافة
يعد متحف ليختنشتاين للفنون الجميلة، الذي بناه المعماريون السويسريون مورغر وديجيلو وكيريز وافتتح في عام 2000، شعارًا معماريًا حقيقيًا. تمت معالجة الواجهة، وهي عبارة عن خرسانة ملونة مصبوبة بدون فواصل ومصنوعة أساسًا من حجر البازلت الأسود وحصى النهر الملون، بحيث ينتج سطحها العاكس تأثيرات للمادة والضوء. كمتحف للفن الحديث والمعاصر، فإنه يضم مجموعة فنية وطنية ويقدم بانتظام معارض مؤقتة.
يوجد أيضًا متحف وطني (Landesmuseum)، تم افتتاحه في نوفمبر 2003، ومتحف تزلج (Skimuseum)، ومتحف مكتب البريد (Postmuseum) أو حتى متحف آلة الحساب مع Curta على وجه الخصوص.
يقع المسرح الوحيد في الإمارة، مسرح تشرش سكوير (مسرح آم كيرشبلاتز)، في شان. منذ أكتوبر 2003، أصبحت فادوز أيضًا موطنًا لـ Kleintheater Schlösslekeller ، والذي يقدم الحفلات الموسيقية والأرقام الكوميدية أو عروض المسرحيات الصغيرة. من بين الفنانين المحليين المعروفين في مجالهم، يمكننا أن نذكر النحات جورج مالين والرسامين برونو كاوفمان ومارتن فروميلت.
يتم إنتاج الخمور أيضًا في ليختنشتاين.

## إعلام
القناة التلفزيونية الوحيدة في البلاد حاليًا هي الشركة الخاصة 1FLTV التي تم إنشاؤها في عام 2008. وهي ليست عضوًا بعد في Eurovision.
وبقدر ما يتعلق الأمر بالبث، أًنشَى البرنامج الوطني لإذاعة ليختنشتاين من عام 1938 إلى عام 1939. ثم بعد سنوات طويلة من عدم النشاط، أًعيد إنشائه في عام 1995.

## رياضة
تلعب فرق كرة القدم في ليختنشتاين في بطولات الدوري السويسرية. يسمح كأس ليختنشتاين لأفضل فريق في البلاد كل عام بالوصول إلى الدوري الأوروبي: غالبًا ما يكون إف سي فادوز، الذي كان بطل القسم الثاني السويسري في عام 2008، مما سمح له بالتطور في الدوري الممتاز (الدوري السويسري الأول) لموسم 2008-2009 قبل أن ينزل إلى الدرجة الثانية السويسرية. حقق إف سي فادوز أكبر نجاح له في كأس الأمم 1996-1997 عندما تغلب على فريق لاتفيا يونيفرساتيت ريجا بأربعة أهداف مقابل هدفين. في الدور التالي، يلتقيان مع باريس سان جيرمان ويتم إقصاؤهما بنتيجة إجمالية من سبعة أهداف مقابل صفر (أربعة أهداف لصفر في فادوز وثلاثة أهداف لصفر في باريس).
يُعتبر فريق ليختنشتاين الوطني لكرة القدم تقليديًا فريقًا ضعيفًا. لكن ليختنشتاين كان لديه أسبوع استثنائي في خريف عام 2004 خلال مباريات التصفيات المؤهلة لكأس العالم 2006، حيث حصل على التعادل بهدفين في كل مكان ضد البرتغال، في فادوز، قبل أربعة أيام من الفوز على لوكسمبورغ بأربعة أهداف مقابل صفر. انتهى الاختيار قبل الأخير في مجموعته المؤهلة بثماني نقاط، وهو رقم قياسي في المنافسة.
عاش رياضيو ليختنشتاين في الريف الجبلي، وتمتعوا بالنجاح في الرياضات الشتوية، وخاصة التزلج على المنحدرات: فاز هاني وينزل بميداليتين في دورة الألعاب الأولمبية عام 1980 في ليك بلاسيد. إجمالاً، فاز الرياضيون في البلاد بعشر ميداليات أولمبية (ذهبيتان وفضيتان وست برونزيات).
تتمتع ليختنشتاين أيضًا بنشاط هام في الفروسية. يضم اتحادها (LPSV: Liechtensteiner Pferdsport Verband) العديد من الأعضاء الذين يعملون بشكل أساسي على المستوى الإقليمي. ومع ذلك، فإن لديها أيضًا ثلاثة لاعبين دوليين: توماس باتلينر، فيديل فوجت ونيكولاس هوشستاتر. تتطور هذه بانتظام في عدد من المسابقات الدولية، ولا سيما لتوماس باتلينر المشاركة في الألعاب الأولمبية، وللفيدل فوغت العديد من النتائج في عام 2011 ولنيكولاس هوشستاتر التأهل والمشاركة في بطولة مدريد الأوروبية في عام 2011.

## الأمن والدفاع

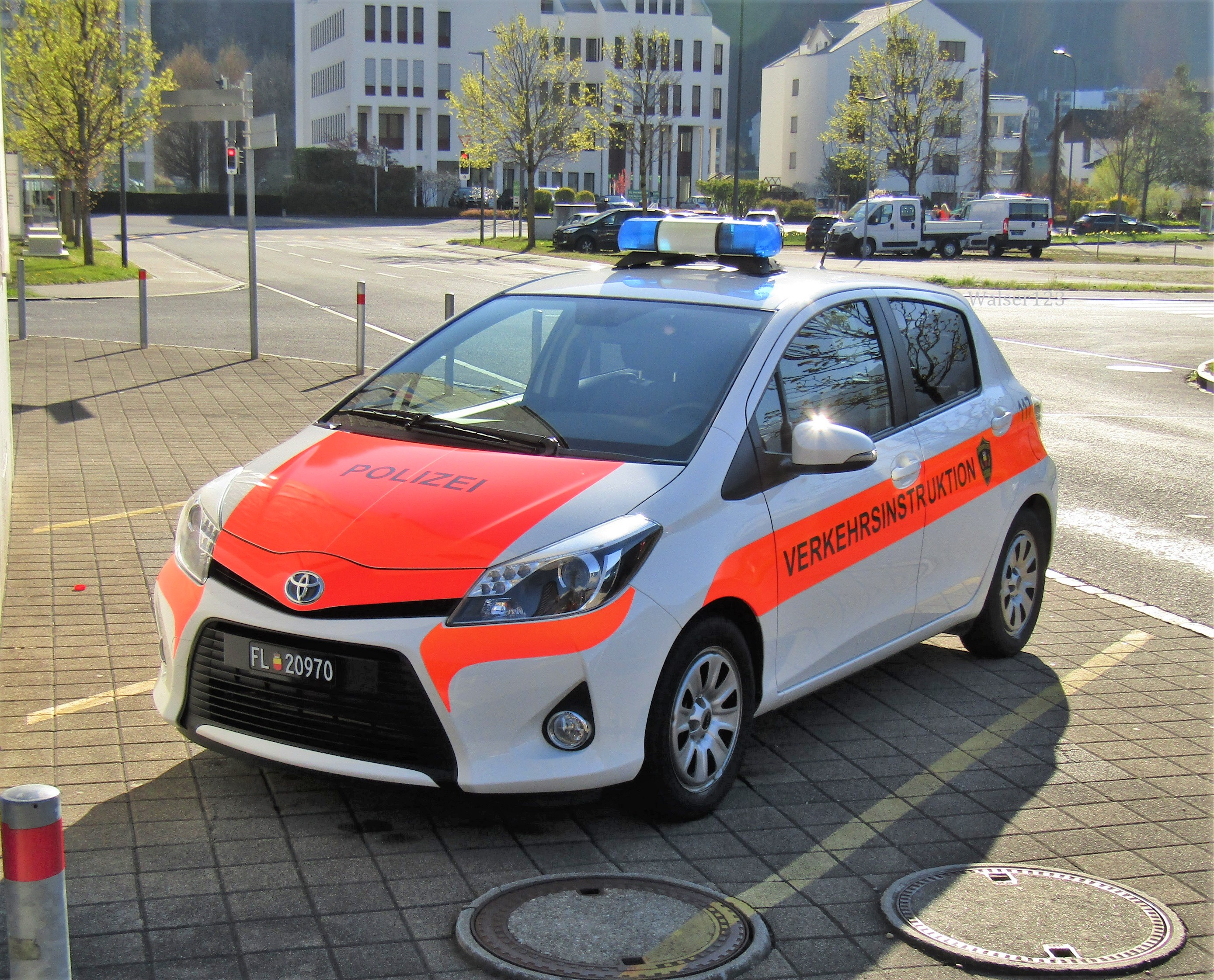
سيارة شرطة في ليختنشتاين

تتولى شرطة ليختنشتاين الوطنية مسئولية حفظ النظام داخل البلاد. وتتألف من 87 ضابطًا ميدانيًا و38 موظفًا مدنيًا، ليصل مجموع العاملين فيها إلى 125 موظفًا. وجميع الضباط مجهزون بأسلحة خفيفة. وتُعد ليختنشتاين من بين الدول ذات أدنى معدلات الجريمة في العالم. ولا تحتجز سجونها سوى عدد قليل جدًا من السجناء، وإن وُجد، أما من تتجاوز عقوبتهم السجن لعامين فيُنقلون إلى الولاية القضائية النمساوية. وتحافظ شرطة ليختنشتاين الوطنية على معاهدة ثلاثية مع النمسا وسويسرا تتيح التعاون الوثيق عبر الحدود بين قوات الشرطة في الدول الثلاث.
تنتهج ليختنشتاين سياسة الحياد، وهي واحدة من دول العالم التي لا تمتلك قوات مسلحة، رغم أن جهاز الشرطة فيها يضم قوة شبه عسكرية تُعرف بـ«فيلق أمن ليختنشتاين الأميري»، وهي وحدة قد تعمل بمثابة جيش فعلي في حال تعرضت البلاد لغزو. وتوفر هذه القوة الدعم الثقيل للشرطة الوطنية، فضلًا عن تولي مهام الحرس الشرفي في القصر الملكي والمناسبات الرسمية. ومع ذلك، يمكن لليختنشتاين إعادة إنشاء جيشها إذا اقتضت الحاجة.
وقد أُلغيت القوات المسلحة لأسباب مالية بعد فترة قصيرة من الحرب البروسية النمساوية عام 1866، والتي شاركت فيها ليختنشتاين بجيش قوامه 80 رجلًا، دون أن يشاركوا في أي قتال. ولم تقع أية خسائر بشرية، بل بلغ عدد العائدين 81 جنديًا نتيجة مرافقة ضابط ارتباط عسكري إيطالي للجيش في طريق العودة. وقد أدى انهيار الاتحاد الألماني في تلك الحرب إلى تحرير ليختنشتاين من التزامها الدولي بالحفاظ على جيش، فانتهز البرلمان الفرصة ورفض تخصيص الأموال له. وعلى الرغم من اعتراض الأمير، معتبرًا أن مثل هذا القرار سيترك البلاد بلا دفاع، فإنه وافق في 12 فبراير 1868 على حل الجيش. وكان أندرياس كيبير آخر من خدم تحت راية ليختنشتاين، وتوفي عام 1939 عن عمر يناهز 95 عامًا.

في عام 1985، أطلقت القوات المسلحة السويسرية قذائف خلال تمرين عسكري وأحرقت عن طريق الخطأ جزءًا من غابة داخل ليختنشتاين. وقد قيل إن الحادث حُلّ "على زجاجة من النبيذ الأبيض". وفي مارس 2007، ضلّت وحدة مشاة سويسرية قوامها 170 فردًا طريقها أثناء تدريب عسكري وتوغلت لمسافة 1.5 كم داخل أراضي ليختنشتاين عن طريق الخطأ. وانتهى الغزو العرضي عندما أدركت الوحدة خطأها وعادت أدراجها. وأبلغت القوات المسلحة السويسرية لاحقًا ليختنشتاين بحدوث التوغل وقدّمت اعتذارًا رسميًا، وردّ متحدث باسم وزارة الداخلية قائلاً: "لا بأس، فمثل هذه الأمور تحدث."
في 20 سبتمبر 2017، وقّعت ليختنشتاين على معاهدة الأمم المتحدة لحظر الأسلحة النووية.